# El pescador con una red lastrada
El pescador con red (Le Pêcheur au filet) es una pintura de 1868 del pintor preimpresionista francés Frédéric Bazille.
Actualmente se conserva en Zúrich (Suiza) en la Fundación Rau para el Tercer Mundo.

## Descripción
Junto a un arroyo (probablemente el Lez, un pequeño río costero que cruza Montpellier) apenas visible en primer plano, dos jóvenes están representados desnudos. El tema principal es un pescador de pie de espaldas al espectador: posee una red lastrada necesaria para la práctica de un tipo de pesca y sus músculos están tensos pues es captado justo en el momento de ir a arrojarla al agua. Se trata de lanzar a mano una red llamada atarraya sobre un banco de peces, visible o no en la superficie, y luego llevarla de vuelta a la orilla tirando con una cuerda de recogida.
Un poco más adelante, otro hombre joven desnudo se sienta a la sombra en la hierba; no se sabe si termina de desvestirse o si se pone, por el contrario, para vestirse un calcetín. Su postura, clásica, evoca la del Espinario.
La escena tiene lugar presumiblemente en el sur de Francia. Bazille nació en Montpellier donde pasó muchos de sus veranos. Es una ciudad a la que permaneció muy unido toda su vida.
Es una pintura de transición entre un estilo clásico (representación académica de un desnudo masculino) y un estilo impresionista reconocible por la elección de colores y un toque característico y vivacidad del pincel.
La obra está firmada y fechada abajo a la derecha, "F. Bazille julio de 1868".

## Historia

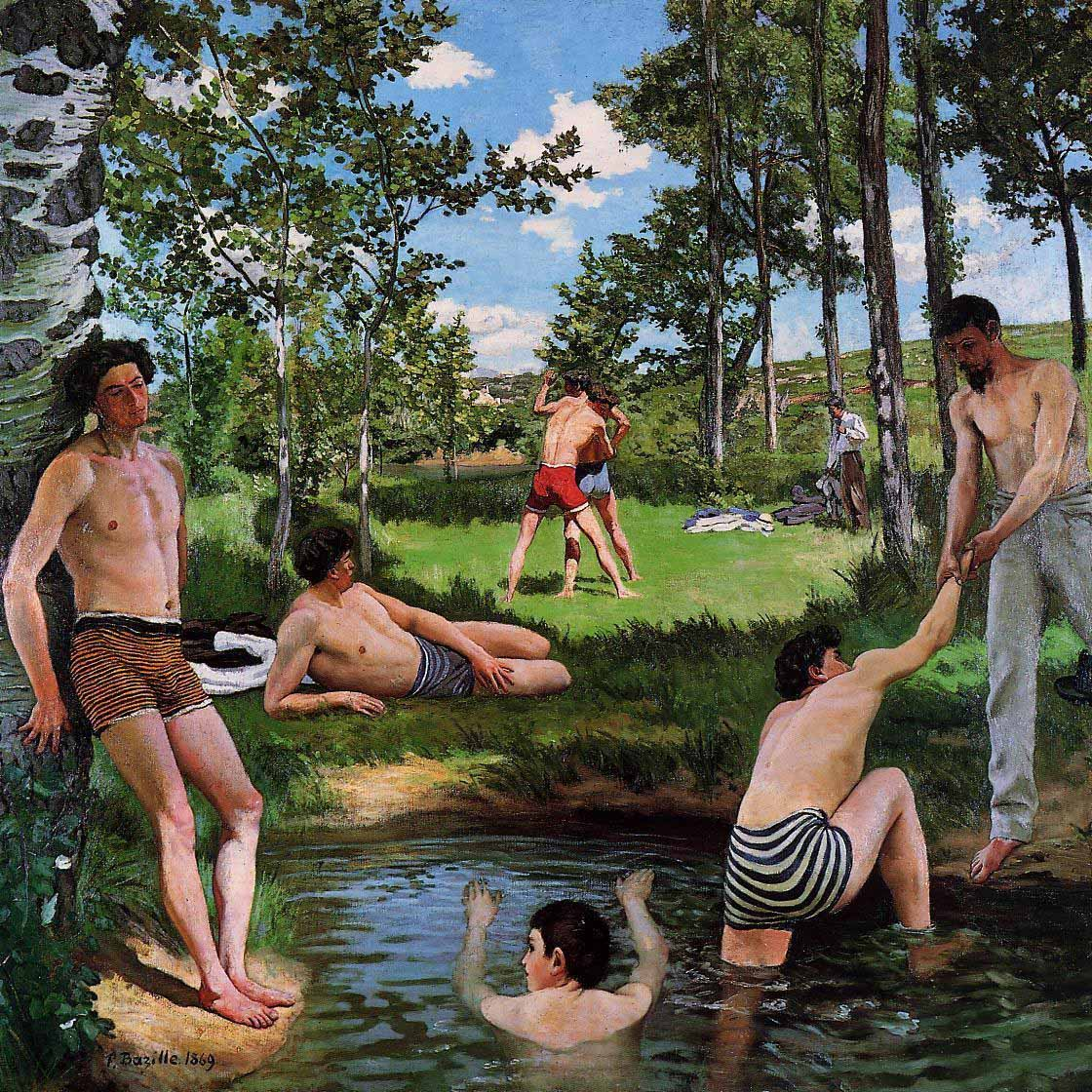
Escena de verano o Los bañistas (1869) de Bazille.

El lienzo fue rechazado en el Salón de 1869. La elección de representar un desnudo no mitológico, ni un dios ni un héroe sino un hombre común pescando, se consideró demasiado trivial y se condenó además su "excesivo realismo".
El Salón aceptó su cuadro Vista del pueblo  en su lugar. A pesar del apoyo de León Bonnat y Alexandre Cabanel, la negativa perjudicó a Bazille, que colgó el cuadro en su estudio. No vendió ninguna pintura durante su vida.
La pintura está representada en El taller de Bazille, realizada dos años después. Se puede ver a la izquierda, arriba, encima de la escalera donde está Émile Zola.
Al año siguiente, Bazille pintó Escena de verano, de la que El pescador con red puede verse como un preludio. Las dos pinturas se pueden leer como una "oda a la gloria de un hedonismo homosocial, si no homoerótico».
Tras la muerte de Bazille en 1870, la obra regresó a través de su hermano Marc y permaneció en Montpellier hasta 1923, cuando fue legada al sobrino del pintor, André Bazille. No fue hasta 1961 que el cuadro fue vendido a la Fundación Rau de Zúrich.